# The Look of Love (Bacharach/David)
The Look of Love is een bossanova lied geschreven door Burt Bacharach en Hal David. Bacharach haalde zijn inspiratie voor het nummer uit een scène uit een vroege versie van Casino Royale. De liefde zou van Ursula Andress, die de rol van Vesper Lynd vertolkte, moeten komen. The Look of Love was van oorsprong instrumentaal. Een van de eerste artiesten die het opnamen was saxofonist Stan Getz. Bacharach deed het enige maanden later zelf met zijn eigen orkest. David schreef er later de teksten bij. The Look of Love als lied was weggelegd voor Dusty Springfield die het in de definitieve filmversie zong.

## Dusty Springfield
The Look of Love verscheen uiteraard op het album met de filmmuziek van de James Bond-film. Dat album werd opgenomen onder leiding van muziekproducent Phil Ramone. Het nummer bracht het tot de 22e plaats in de Billboard Hot 100, de UK Singles Chart kent het nummer niet. Het lied kreeg een Academy Award. Springfield bracht het later zelf nog uit op een album, dat ze naar de single noemde. Muziekproducent was toen Johnny Franz, die in deze nieuwe versie een saxofoonsolo toevoegde in een arrangement van Reg Guest.

### NPO Radio 2 Top 2000
| Nummer met noteringen in de NPO Radio 2 Top 2000 | '06  | '07  |
| ------------------------------------------------ | ---- | ---- |
| The look of love                                 | 1964 | 1935 |

1. ↑  Een vetgedrukt getal geeft de hoogste notering aan.
2. ↑  2006 was het eerste jaar met een notering voor dit nummer.
3. ↑  Deze tabel is bijgewerkt tot en met de meest recente editie (2024).

## Covers
Van zowel de instrumentale als de vocale versie verscheen een hele serie covers. Kenny G nam bijvoorbeeld de instrumentale versie op. De vocale versie is vaker opgenomen en wel door artiesten uit een breed spectrum: van Neil Diamond tot Patti Austin, van Glenn Frey tot Deacon Blue en van Nina Simone tot Isaac Hayes. Sérgio Mendes had er een hit mee. Onder de Nederlandse artiesten, die het opnamen, bevinden zich Rita Reys, René Froger, Monique Klemann en Trijntje Oosterhuis, die haar studioalbum uit 2006, een hommage aan de muziek van Bacharach, deze titel meegaf.